# José María Alfonso Félix Gallardo
Félix  Gallardo est un nom espagnol. Le premier nom de famille, en général paternel, est Félix ; le second, en général maternel, souvent omis, est Gallardo.
Pour les articles homonymes, voir Gallardo.
José María Alfonso Félix Gallardo est un herpétologiste argentin, né le 1er août 1925 dans la province de Buenos Aires et mort le 12 octobre 1994 à Buenos Aires.

## Taxons nommés en son honneur
- Rhinella gallardoi (Carrizo, 1992)
- Liolaemus gallardoi Cei & Scolaro, 1982[1]
- Urostrophus gallardoi Etheridge & Williams, 1991[1]

## Quelques Taxons décrits
- Alsodes gargola
- Atelognathus patagonicus
- Batrachylidae
- Crossodactylus schmidti
- Kentropyx lagartija
- Melanophryniscus
- Ophiodes yacupoi
- Pristidactylus achalensis
- Pristidactylus araucanus
- Pristidactylus casuhatiensis
- Pseudis boliviana
- Pseudis platensis
- Lysapsus caraya
- Rhinella fernandezae
- Rhinella humboldti
- Rhinella gnustae
- Rhinella quechua
- Telmatobius atacamensis

Gallardo est l’abréviation habituelle de José María Alfonso Félix Gallardo en zoologie.

Consulter la liste des abréviations d'auteur en zoologie ou la liste des taxons zoologiques assignés à cet auteur par ZooBank